# Alticola semicanus
Alticola semicanus là một loài động vật có vú trong họ Cricetidae, bộ Gặm nhấm. Loài này được G. M. Allen mô tả năm 1924.